# Stefan Weber (Musiker)

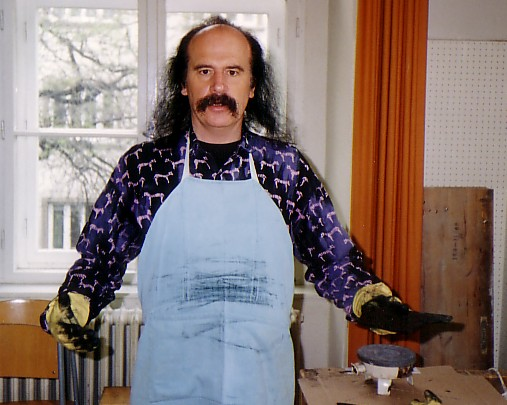
Stefan Weber als AHS-Lehrer (Frühling 1993)

Stefan Weber (* 8. November 1946 in Wien; † 7. Juni 2018) war ein österreichischer Musiker und Komponist, Anarchist und ehemaliger AHS-Lehrer. Bekannt wurde er als Gründer, Frontman und kreativer Kopf der Hard Rock/Punk-Band Drahdiwaberl.

## Leben und Wirken
Von 1964 bis 1970 studierte Weber an der Akademie der bildenden Künste Wien in der Meisterklasse für Grafik. Von 1968 bis 1999 unterrichtete er als Lehrer (Fächer: Werkerziehung und bildnerische Erziehung) am Bundesrealgymnasium Waltergasse. Den Beruf des Lehrers übte er bis zu seiner durch Parkinson krankheitsbedingten Frühpensionierung im Jahre 2000 aus. Den Besuch der Akademie schloss er 1975 mit Diplom ab. Von 1971 bis 1973 besuchte er zusätzlich die Grafikklassen der Professoren Franz Herberth und Wolfgang Baminger an der Universität für angewandte Kunst Wien.
Bereits ab 1966 gehörte er der als „wildeste Band von Wien“ firmierenden Truppe wabbs crew, später wabbs gun, an. Nach deren Auflösung gründete Weber im Mai 1969 die Band Drahdiwaberl, die rasch zu einer der bekanntesten Underground-Gruppen Österreichs wurde. Die Bandmitglieder, wie auch Weber selbst, kamen zu Beginn großteils aus der aufgelösten Vorgruppe. Mit dem Vorsatz gegründet, die „exzessivste“ Band des Landes zu schaffen und in einem Umfeld, das etwa auch den Wiener Aktionismus hervorbrachte, wurden das Brechen von Tabus und das Herausfordern spießiger Moral- und Wertvorstellungen zu prägenden Kernelementen der Texte und der Bühnenshows von Drahdiwaberl. Fester Bestandteil der Auftritte, einer Mischung aus Rock und Kabarett, wurden schon bald „Materialschlachten“ – Besucher wurden von der Bühne aus mit Lebensmitteln und Bier beworfen und revanchierten sich selbst in umgekehrter Richtung. Über dreißig Jahre, mit dem Höhepunkt der Popularität in den 1980er-Jahren, blieb die Band um Weber mit wechselnder Besetzung ein fester Bestandteil der österreichischen Musik – und vor allem der „alternativen“ Szene. Die Auftritte mündeten nicht selten in Verhaftungen und Gerichtsverfahren. Die Plakate und Plattencover der Band wurden großteils von Weber selbst gestaltet und finden sich heute fast vollständig in der Plakatsammlung der Wienbibliothek im Rathaus.
Eine Renaissance erlebte die Gruppe im Rahmen der Proteste gegen die ÖVP-FPÖ-Regierungskoalition (Bundesregierung Schüssel I) zu Beginn des Jahres 2000, wo sie wiederholt während der Donnerstagsdemonstrationen auftrat („Torte statt Worte“).

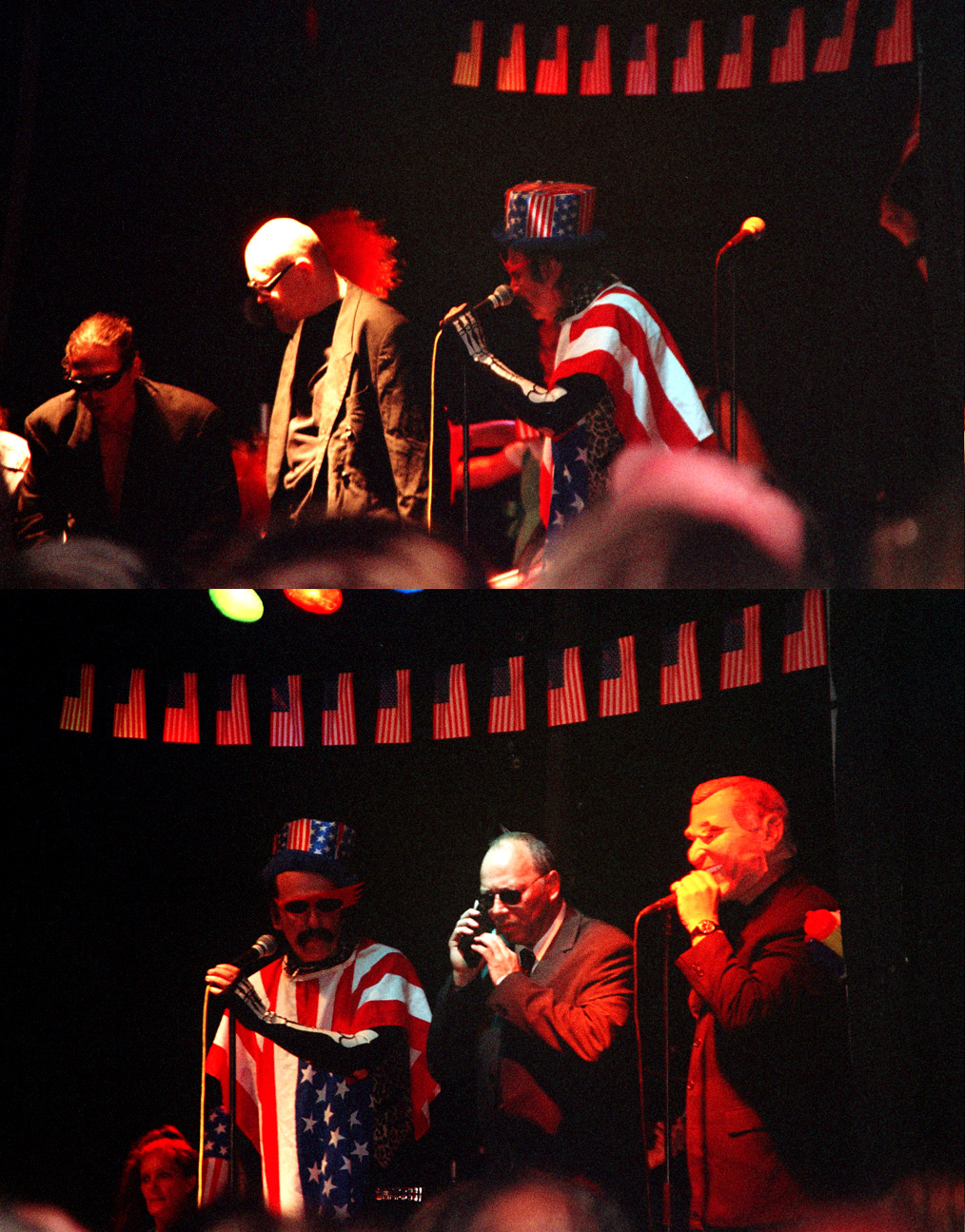
Drahdiwaberl-Konzert während der Proteste anlässlich des Besuchs von US-Präsident George W. Bush in Wien (Juni 2006; Weber mit Hut)

2003 trat Weber am 27. Jänner im Rabenhof Theater in Wien in der Performance „Schurkenstaat Irak“ auf. Vor dem Konzert konfiszierte die Polizei zwei Faustfeuerwaffen, einen Colt und eine Ruger, die er als Requisiten mitgebracht hatte, und er erhielt eine Anzeige wegen unbefugten Führens von genehmigungspflichtigen Schusswaffen. Zum Prozess am 11. September erschien er mit einem Hofer-Sackerl über dem Kopf, hielt ein Plädoyer zur Freiheit der Kunst und wurde freigesprochen. Kurz darauf entstand, da er ja nun eine „weiße Weste“ hatte, die Idee, er sollte als Kandidat zur Wahl des österreichischen Bundespräsidenten im Jahr 2004 antreten. Eine Online-Leserumfrage der Tageszeitung Der Standard ergab dort eine Zustimmung von 30 Prozent. Am 24. Dezember gestaltete er mit mehreren Drahdiwaberl-Mitgliedern im Rahmen des von Hubsi Kramar initiierten „Lebenden Adventkalenders“ im MuseumsQuartier eine lautstarke Weihnachts-Performance.
Am 27. April 2005 wurde Weber von Wiens Kulturstadtrat das silberne Verdienstzeichen des Landes Wien überreicht, zur Feier im Wiener Rathaus erschien er in einer von Bühnenauftritten bekannten modifizierten Polizei- bzw. „Super Sheriff“-Uniform. Seine Dankesworte „lösten sich in einem Spektakel der Drahdiwaberln auf“.
Zu Webers sechzigstem Geburtstag schrieb die Journalistin Doris Knecht 2006 über den „Schweinerock-Dodel der Nation“: „… ein guter, ein wichtiger Mann, ein Mann, der Unvergleichliches geleistet hat für diese Republik, indem er praktisch alles, was ihr heilig ist, immer Länge mal Breite verarscht und respektlos durch den grusigsten Dreck gezogen hat. Und immer noch zieht. Das braucht eine anständige Republik: gute, respektlose Leute, die sich an ihr reiben.“

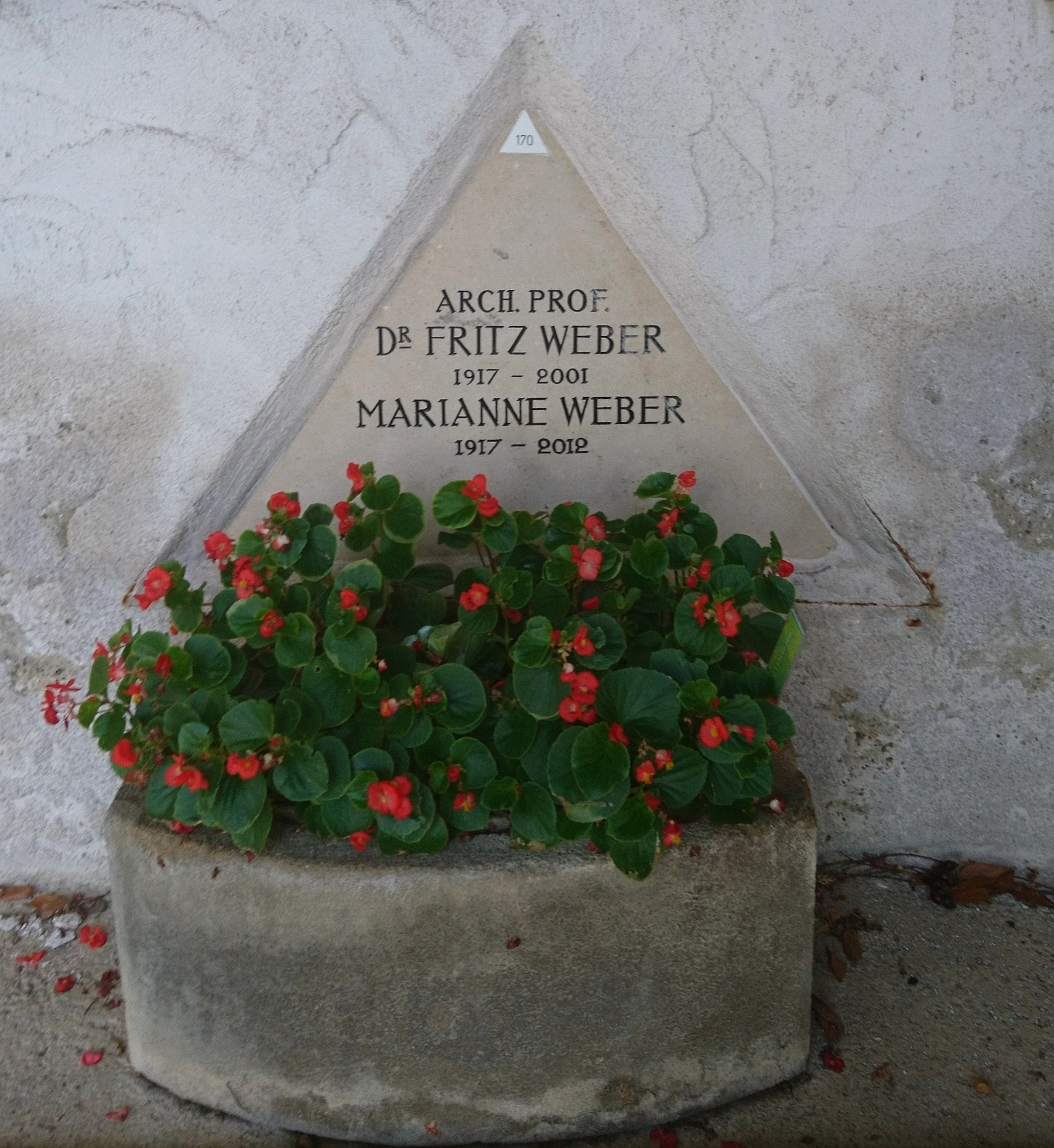
Feuerhalle Simmering: Familiengrab Weber, in dem der Architekt Fritz Weber (1917–2001) und sein Sohn, der Drahdiwaberl-Musiker Stefan Weber (1946–2018), bestattet sind

Zu seinem 70. Geburtstag 2016 schrieb orf.at über ihn: „Seit seiner Parkinsonerkrankung (vor einigen Jahren) hat sich Stefan Weber aus der Öffentlichkeit zurückgezogen.“ Regisseur Amor Schläggen legte zu seinem 70er den Dokumentationsfilm „Stefan Weber heißt das Schwein“ vor, der sich „dem Phänomen Stefan Weber auf liebevolle und bisweilen auch ein wenig brutale Art und Weise“ nähert, so Schläggen.
Stefan Weber starb im Juni 2018 im Alter von 71 Jahren. Seine Urne wurde im Familiengrab an der Feuerhalle Simmering (Abt. ALI, Nr. 170) beigesetzt.

## Auszeichnungen
- 2005: Silbernes Verdienstzeichen des Landes Wien[5]
- 2005: Amadeus Austrian Music Award für sein Lebenswerk[6]

## Filmografie
- 1982: Kottan ermittelt – Die Entführung, Regie: Peter Patzak
- 1996: Kaisermühlen Blues – Voll daneben, Regie: Harald Sicheritz
- 1997: Kaisermühlen Blues – Ein Stern wird geboren, Regie: Harald Sicheritz
- 1997: In Schwimmen-Zwei-Vögel, Regie: Kurt Palm
- 2000: Trautmann – Wer heikel ist, bleibt übrig, Regie: Harald Sicheritz
- 2001: Kommissar Rex – Strahlen der Rache, Regie: Christian Görlitz
- 2003: Julia – Eine ungewöhnliche Frau – Mohn Amour, Regie: Holger Barthel
- 2007: C.S.EI Meidling – Special Agent Dreams, Regie: Harald Huto
- 2008: C.S.EI Meidling – Saving the Planet, Regie: Harald Huto
- 2009: Faust, Regie: Philip Hochhauser
- 2010: Drahdipanka, Regie: Harald Huto